# Cimetière Saint-Claude de Roanne
Le cimetière Saint-Claude est l'un des deux cimetières communaux de Roanne dans le département de la Loire. Il se trouve 9 boulevard du Cimetière.

## Histoire et description
Ce grand cimetière rectangulaire, vaste étendue pratiquement non arborée, est le plus ancien de la ville de Roanne. Dans sa partie ancienne, le visiteur remarque nombre de tombeaux de familles de notables, de générations de négociants et d'industriels, souvent ornés (bas-reliefs, statues, comme le groupe sculpté de la famille Fortier-Beaulieu par Charles-Louis Picaud, médaillons, bustes, etc.). La plupart présentent un stèle-mur surmontée d'une croix. Le cimetière possède des carrés militaires, dont un carré allemand de la guerre de 1914-1918, un monument aux morts conçu par Ernest Cornu en 1925 et un jardin du souvenir.
Le cimetière Saint-Claude comprend environ 2 600 concessions. Une borne interactive est installée à l'entrée du cimetière pour l'orientation des visiteurs.

## Personnalités inhumées
- Nicolas Descornel (1806-1879), sculpteur (buste du Christ)
- Émile Dessendier (1855-1912), pionnier de la photographie
- Eucher Girardin (1858-1899), sculpteur (médaillon par Théophile Barrau)
- Jean-Baptiste Picaud (1824-1896), sculpteur (médaillon par son fils Charles-Louis Picaud, enterré avec lui 1855-1919, médaillon et statue)[6]
- Louis-Henri Sénart (1823-1881), peintre
- Albert Sérol (1877-1961), maire de Roanne, député et ministre
- Jean-Baptiste Troisgros (1898-1974), cuisinier, et son épouse Marie, née Badaut (1900-1968)